# Muzej sakralne umjetnosti u Splitu
Muzej sakralne umjetnosti je muzejska ustanova u Splitu.

## Povijest
Inicijativa o muzeju pokrenuta je ljeta 2005, u Splitu na sastanku hrvatske s nadbiskupom Barišićem i vodstvom Splitsko-dalmatinske županije. Zaključeno je da bi Splitsko-makarska nadbiskupija do 2007. trebala dobiti muzej, jer kao najstarija u Hrvatskoj, posjeduje najbogatiju riznicu sakralne umjetnosti u Hrvatskoj. Razmatralo se o smještaju budućeg muzeja u palači koja se nalazi nasuprot katedrali. Hrvatska je vlada zaključila 2005. trebao biti dovršen najkasnije za dvije godine. Izgradnjom muzeja sve vrijedne umjetnine i rariteti Splitsko-makarske nadbiskupije bile bi izgradnjom muzeja dostupne javnosti.
Za smještaj je izabrana palača Skočibušić na Peristilu, zbog čega su za uređenje te palače angažirani konzervatori i restauratori.
Među najvažnijim eksponatima iz riznice splitske katedrale su Evanđelistar splitski, najstarija knjiga nastala između 5. i 6. stoljeća, inače najstariji kodeks u Hrvata i okružju. Tu su još relikvije splitskog biskupa Staša, platno iz 7. stoljeća u koje je bio umotan i drugo.